# Kulturkammaren

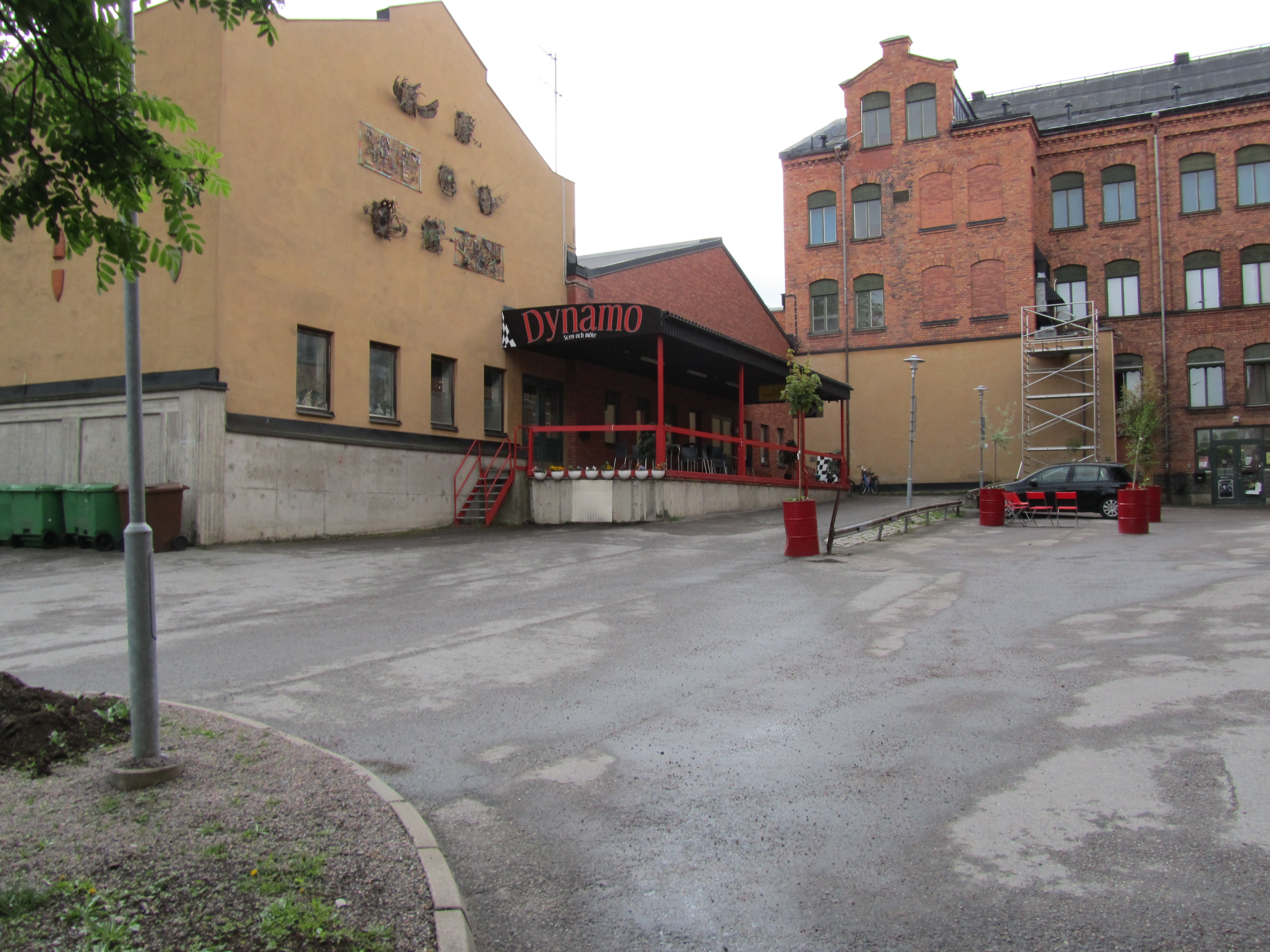
Kulturkammaren

Kulturkammaren är en ideell förening i Norrköping, bildad 1992, med 20-talet medlemsföreningar, som alla är verksamma inom musik, teater eller annan kulturell verksamhet. Föreningarna är av blandad karaktär och är aktiva både lokalt och över hela landet, och sysslar med mängder av uttrycksformer, som barnteater, rockmusik, körverksamhet eller konstutställningar.
Dynamo Scen och möte och Teater Bråddgatan 34 är de publika varumärkena för verksamheten i lokalerna som föreningen förvaltar. Här äger runt 300 offentliga framträdanden rum varje år med 15.000-20.000 besökare. Utöver det arbetar samtidigt mängder av kreatörer dagligen i huset med repetitioner, kurser och studiecirklar. 
Föreningens historia
Det som började som en motion om en ”rockfabrik för ungdomar” i kommunfullmäktige 1989 blev verklighet när föreningen bildades hösten 1992, samtidigt som de fria teatergrupperna stod utan lokaler. 
Föreningen har sedan starten huserat i gamla textilfabriken Brücks där Auktionskammaren fanns tidigare. Kommunen bekostade en initial ombyggnad av lokalerna och står sedan dess för hyran samt ett årligt verksamhetsbidrag. För det får man ett fritt kulturutbud av högsta klass, med teater- och musikgrupper som rönt stora framgångar över hela landet. 
Under åren har målgruppen breddats, från fokus på barn- och ungdomsverksamhet till att nu, efter många renoveringar, välkomna även en vuxen konsert-, utställnings- och teaterpublik. Idag driver föreningen scenerna Dynamo, Teater Bråddgatan 34 och Norrköpings Kulturhus. Det arbetas hårt för att göra hela kvarteret – Hallarna – till stadens kreativa centrum. Både Konstmuseet och Norrköping Science Park är inblandade i utvecklingen, där fler många fler aktörer ska kunna verka. Hallarna får också ett utseendelyft, med torg och skulpturpark. 

## Galleri

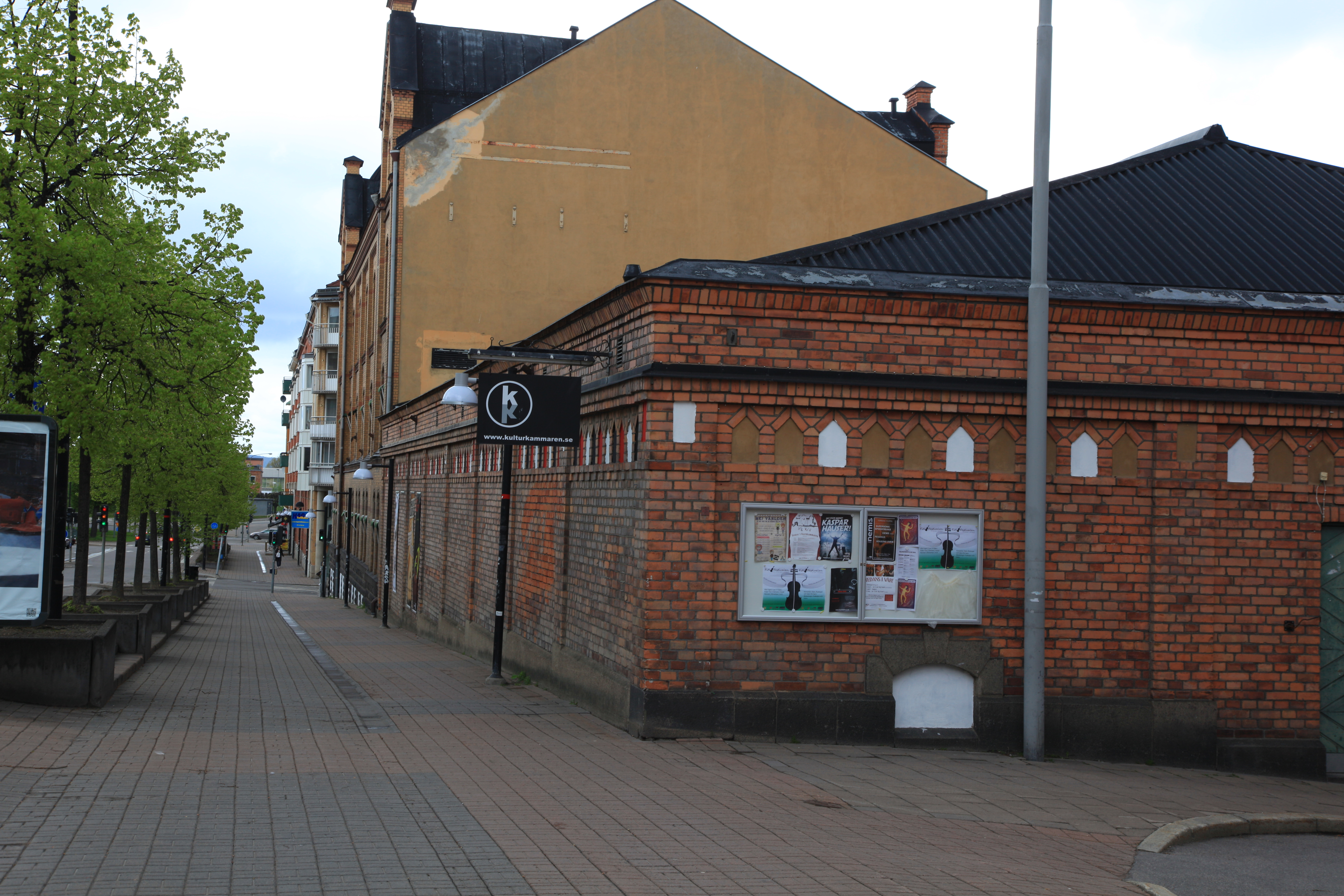
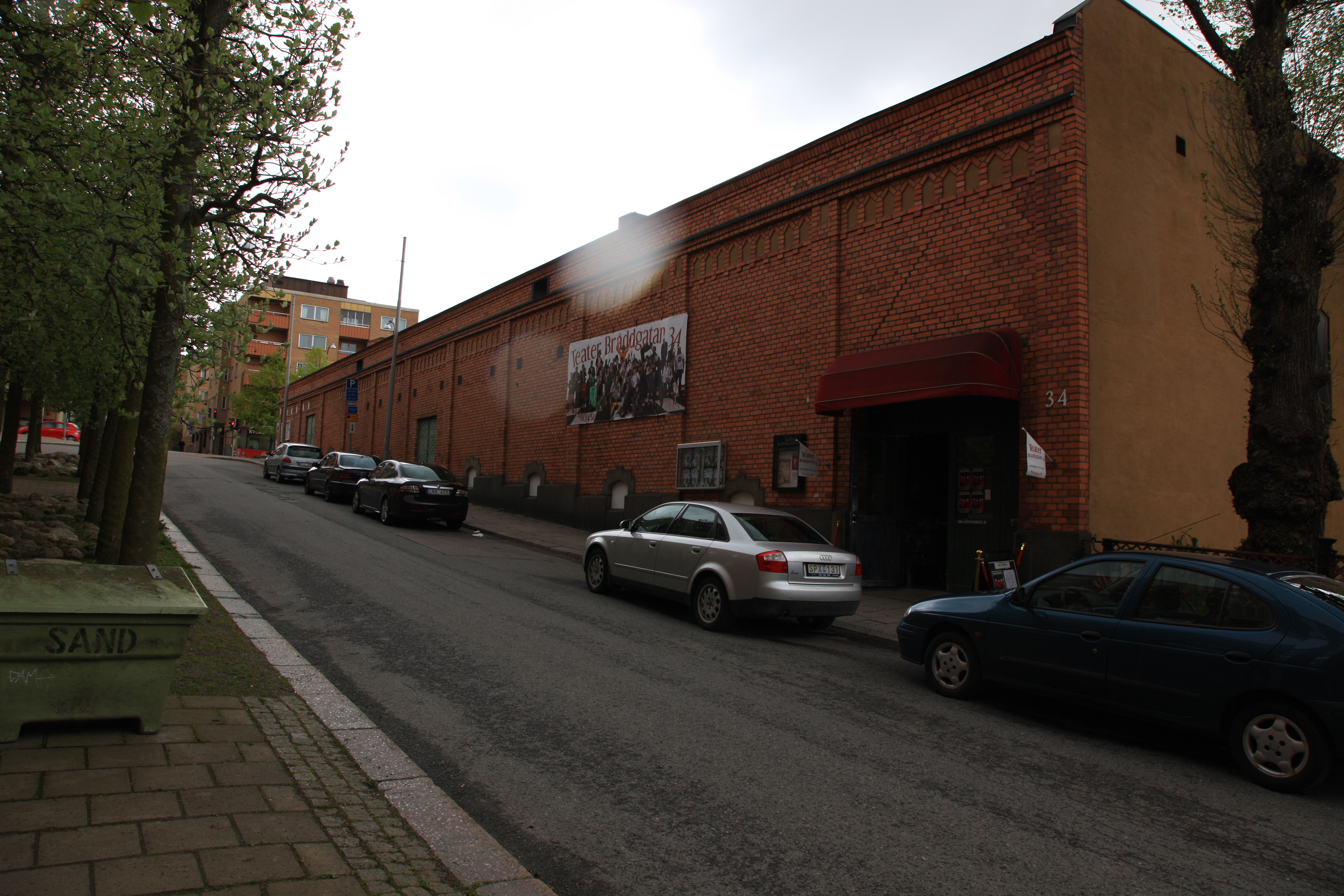
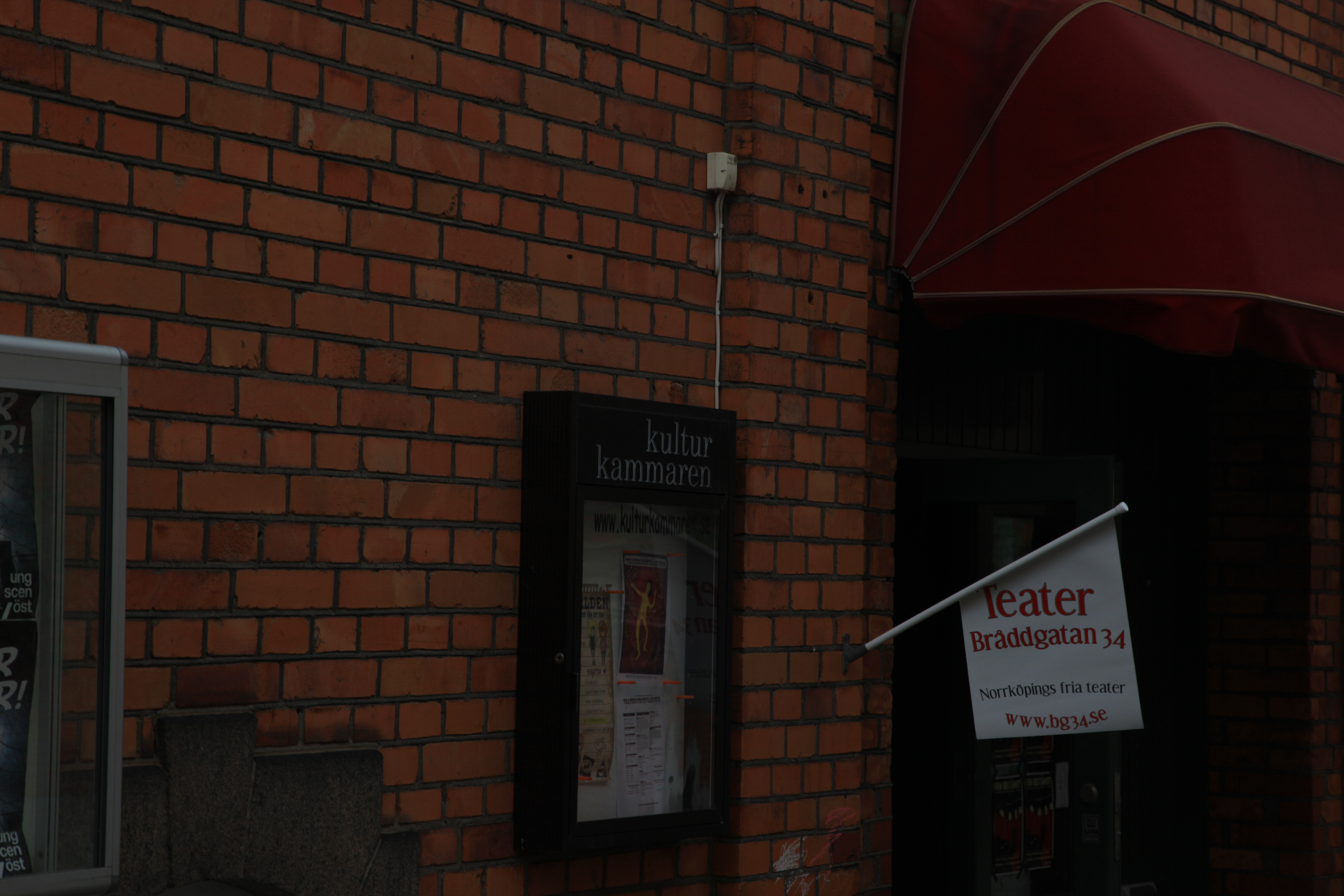